# Dłużek (województwo lubuskie)

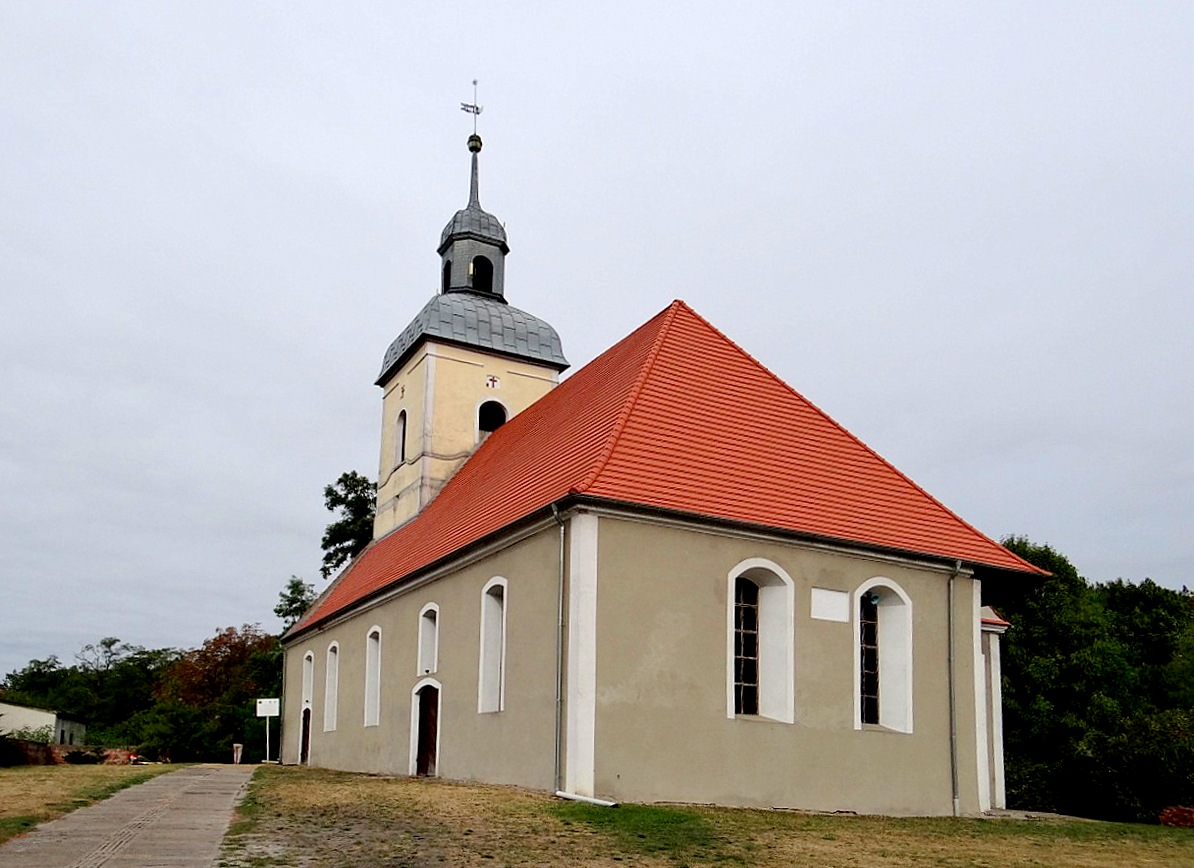
Kościół z XIV wieku

Dłużek (niem. Dolzig) – wieś w Polsce położona w województwie lubuskim, w powiecie żarskim, w gminie Lubsko.
W latach 1975–1998 miejscowość administracyjnie należała do województwa zielonogórskiego.

## Zabytki
Do wojewódzkiego rejestru zabytków wpisane są:
- kościół ewangelicki, obecnie rzymskokatolicki pod wezwaniem Wniebowzięcia NMP, z XIV wieku, przebudowany w połowie XVIII wieku
- zespół pałacowy i folwarczny:
  - pałac, z połowy XVIII wieku, w połowie XIX wieku
  - stodoła dworska, z XIX wieku
  - folwark, z połowy XIX wieku: 
    - stodoła
    - chlewnia
    - obora-stajnia
    - obora
    - gołębnik
    - kurnik.

## Osoby związane z miejscowością
- Augusta Wiktoria ze Szlezwika-Holsztynu-Sonderburga-Augustenburga – cesarzowa Niemiec, urodziła się w tej miejscowości.